# La semana que viene (sin falta)
La semana que viene (sin falta) es una película española dirigida por Josetxo San Mateo y estrenada en 2005.

## Argumento
Teo Morales (Imanol Arias) es el dueño de un taller de tunning en un barrio de Madrid. Las cosas no pintan muy bien en su empresa y tiene deudas con todos sus proveedores. Para colmo está separado de su mujer y tampoco tiene para pasar la pensión a sus hijos. Siempre promete pagar sus deudas la semana que viene...

## Comentarios
Basado en el guion de Ma petite entreprise de Pierre Jolivet y Simon Michaël.

## Reparto
| Actor/Actriz         | Personaje        |
| -------------------- | ---------------- |
| Imanol Arias         | Teo Morales      |
| Charlie Levi Leroy   | Alberto          |
| Roberto San Martín   | Silvio           |
| Bárbara de Lema      | Sole             |
| Nuria Mencía         | Marta            |
| Josu Ormaetxe        | Luis             |
| Nuria González       | Inés González    |
| Rosario Pardo        | Celia            |
| Esther Toledano      | Elena            |
| Enrique Berrendero   | Manu             |
| Junio Valverde       | Lucas            |
| Antonio de la Fuente | Carlos           |
| Jaroslaw Bielski     | Janusz           |
| Juan Viadas          | Landelino Pérez  |
| Benjamín Seva        | Hombre S. Social |
| Belén Verdugo        | Cartera          |
| Pilar Barrera        | Cristina         |
| Penélope Velasco     | Bárbara          |
| Fede Celada          | Camionero        |
| Ana Soriano          | Cocinera         |
| Carles Castillo      | Cura             |
| Vera San Mateo       | Recepcionista    |
| Diego Álvarez        |                  |